# 飯尾潤
飯尾 潤（いいお じゅん、1962年6月29日 - ）は、日本の政治学者。専門は現代日本政治論。学位は、博士（法学）（東京大学・論文博士・1992年）。政策研究大学院大学教授。放送大学客員教授。兵庫県神戸市生まれ。

## 経歴
略歴は以下のとおり。

### 学歴
- 1981年3月 - 兵庫県立神戸高等学校卒業
- 1986年3月 - 東京大学法学部卒業
- 1988年3月 - 東京大学大学院法学政治学研究科修士課程修了
- 1992年3月 - 東京大学大学院法学政治学研究科博士課程修了
  - 博士（法学）（東京大学）（学位論文「第二臨調と民営化――現代日本政治における改革と限界」）

### 職歴
- 1992年4月 - 埼玉大学大学院政策科学研究科専任講師
- 1993年4月 - 埼玉大学大学院政策科学研究科助教授
- 1997年10月 - 政策研究大学院大学助教授
- 2000年4月 - 政策研究大学院大学教授
- 2001年3月 - ハーバード大学客員研究員（2002年3月まで）
- 2001年4月 - 経済産業研究所ファカルティフェロー(2004年3月まで)
- 2009年6月 - 政策研究大学院大学副学長（2011年5月まで）
- 2011年4月 - 東日本大震災復興構想会議検討部会部会長（2012年2月まで）
- 2012年2月 - 復興庁復興推進委員会委員（現任）
- 2015年3月 - 放送大学客員教授

現在、「新しい日本をつくる国民会議（21世紀臨調）」の主査も務める。

## 人物
1990年代初頭、20代の頃より現代政治について積極的に発言を行う。ここ数年は、『中央公論』『論座』を中心とした論壇誌、『朝日新聞』『読売新聞』などの新聞で、政治状況についての寄稿、コメントなどをおこなう。『報道ステーション』などテレビにも出演している。

## 受賞歴
- 2007年 - 『日本の統治構造』でサントリー学芸賞（政治経済部門）受賞。
- 2008年 - 『日本の統治構造』で読売・吉野作造賞受賞。

## 著書

### 単著
- 『民営化の政治過程――臨調型改革の成果と限界』（東京大学出版会, 1993年）
- 『日本の統治構造――官僚内閣制から議院内閣制へ』（中央公論新社［中公新書］, 2007年）
- 『日本の現代（3）政局から政策へ――日本政治の成熟と転換』（NTT出版, 2008年）
- 『現代日本の政策体系――政策の模倣から創造へ』（筑摩書房［ちくま新書］, 2013年）
- 『現代日本の政治』（放送大学教育振興会, 2015年）

### 共著
- 佐々木毅編『現代政治学の名著』（中央公論社［中公新書］, 1989年）、論考を寄稿
- 近代日本研究会編『年報・近代日本研究（15） 戦後日本の社会・経済政策』（山川出版社, 1993年）
- 渡辺昭夫編『戦後日本の宰相たち』（中央公論社, 1995年、中公文庫, 2001年）、論考を寄稿
- 宮川公男編『政策科学の新展開』（東洋経済新報社, 1997年）
- 佐々木毅編『政治改革1800日の真実』（講談社, 1999年）
- 『渡邉恒雄回顧録』（中央公論新社, 2000年、中公文庫, 2007年）、伊藤隆・御厨貴と聞き手
- 福田有広・谷口将紀編『デモクラシーの政治学』（東京大学出版会, 2002年）
- 青木昌彦・鶴光太郎編著 『日本の財政改革――「国のかたち」をどう変えるか』（東洋経済新報社, 2004年）
- 曽根泰教・崔章集編著『変動期の日韓政治比較』（慶應義塾大学出版会, 2004年）
- 御厨貴編著『地方自治に生きる　宮澤弘回顧録』（第一法規, 2007年）
- 苅部直・牧原出編著『政治を生きる　歴史と現代の透視図』（中央公論新社［中公叢書］, 2012年）
- 編著『歴史のなかの日本政治6 政権交代と政党政治』（中央公論新社, 2013年）、6名との共著

## 論文
- 「政治的官僚と行政的政治家――現代日本の政官融合体制」日本政治学会編『年報政治学』（岩波書店, 1995年）
- 「政治学におけるオーラル・ヒストリーの意義」日本政治学会編『年報政治学』（岩波書店, 2004年）
- 「日本における二つの政府と政官関係」『レヴァイアサン』34号（2004年）
- 「副大臣・政務官制度の目的と実績」『レヴァイアサン』38号（2006年）